# Ташко Мицев
Ташко Мицев Трайков е български революционер, деец на Вътрешната македоно-одринска революционна организация.

## Биография
Мицев е роден в 1876 година в гевгелийското село Шльопинци, тогава в Османската империя, днес Доганис, Гърция. По професия е учител и преподава в Стояково. Влиза във ВМОРО, заедно с баща си Мицо и брат си Христо. След Солунската и Баялската афера, избухнали в началото на 1901 година, Мицев е търсен от властите и през февруари е принуден да премине в нелегалност заедно с гевгелийския учителител Аргир Манасиев и мачуковския Григор Тотев. Мицев става нелегален четник при Кръстьо Българията, от март е самостоятелен войвода в Кукушко.
На 27 юни 1901 година четата на Ташко Мицев, Андон Кьосето, Христо Гонов Кюрюшев от Стояково, Дино Крондирски, Кара Васил и Трайчо Шереметлийски от Шереметлия отсядат в село Калиново, Кукушко. Предадени са от Христо Пецанов (Пецев) от Калиново и на 28 юни четата е обградена в къщата на дядо Дончо Петков от турската контрачета на войска от Дойран и Кукуш. Четата пробива с щурм обръча, но тежко ранените в краката Ташко Мицов и Христо Кюрюшев се връщат в къщата и се сражават цяла нощ и през деня на 29 юни, когато в 5 следобед войската запалва къщата и двамата загиват. Турците дават доста убити войници, както и 5 души башибозук, сред които и субашията от Чугунци Ешрев. Ръководителят на калиновския комитет на ВМОРО Дино Панов Захов е принуден да стане нелегален в четата на Григор Тотев, а брат му Мицо - в четата на Андон Кьосето. На 20 октомври Дино Караколев от Драгомирци по заповед на Григор Тотев изпълнява смъртната присъда над предателя Пецков.
Илия Докторов пише:
| „ | Така на 29 юни, на самия Петровден, загинаха геройски и мъченически двамата левенти-революционери Ташко Мицов и Христо Кюрюшев. Останките на двамата изгорели революционери били прибрани от развалините на изгорялата къща и били погребани в гробищата на с. Калиново при стечението на много народ. | “ |